# Elinor Field
Elinor Field (nacida como Eleanor Field; 4 de enero de 1902-24 de febrero de 1998) fue una actriz de cine estadounidense que formó parte de las Sennett Bathing Beauties de Mack Sennett. También protagonizó el serial de 15 episodios The Jungle Goddess (1922).

## Biografía
Elinor Field nació el 4 de enero de 1902 en Plymouth, Pensilvania, Estados Unidos, con el nombre de Eleanor Field. Empezó a actuar después de terminar el instituto. Aunque participó en más de treinta películas, Field nunca llegó a ser una gran estrella. Murió el 24 de febrero de 1998 en Chestertown, Maryland, a la edad de 96 años.

## Filmografía seleccionada

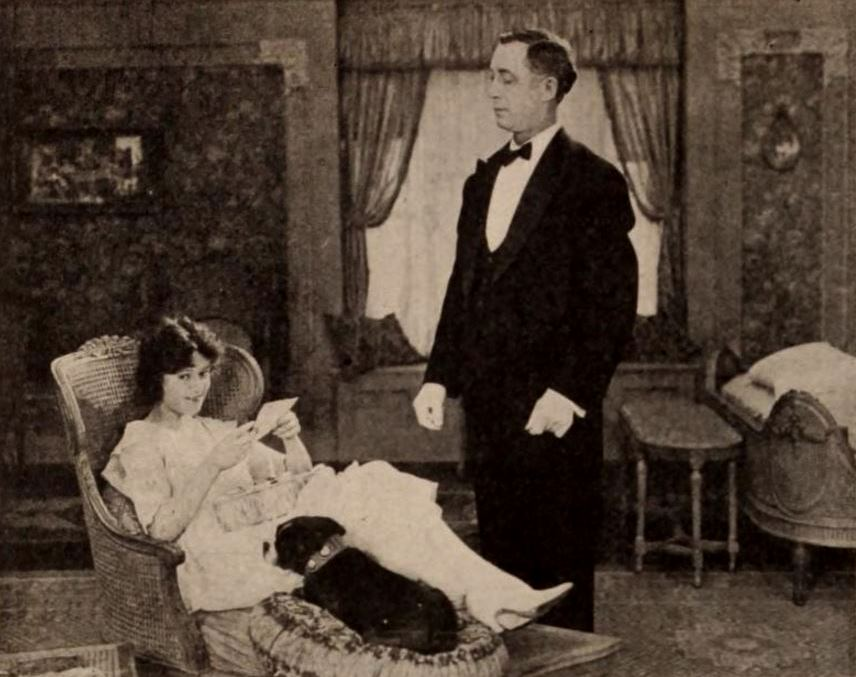
Field (izquierda) en la película cómica Hearts and Masks (1921).

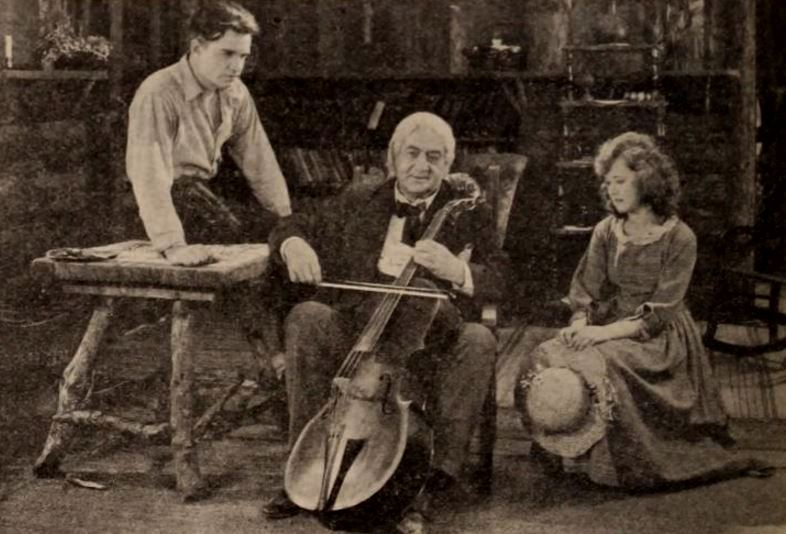
Fotograma de la película dramática estadounidense The Blue Moon (1920) con Pell Trenton, Herbert Standing, y Elinor Field.

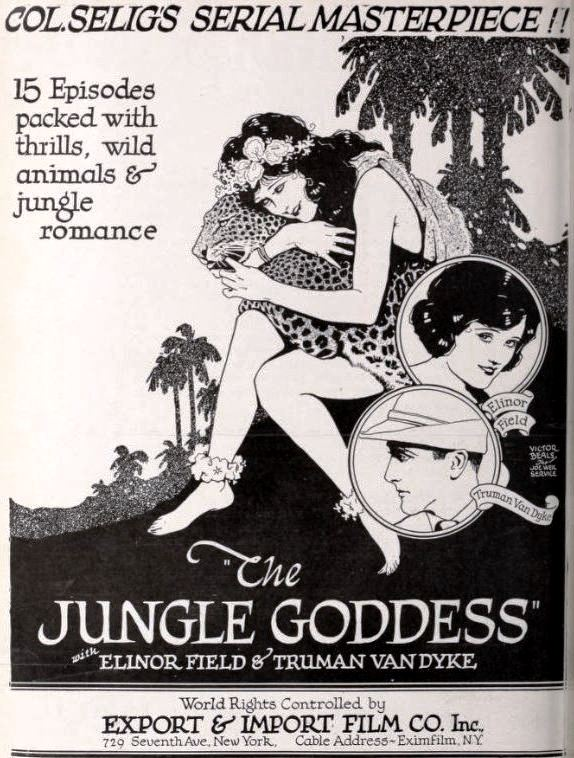
Anuncio de The Jungle Goddess en la revista Exhibitors Herald (1922).

- The Pullman Bride (1917) como una de las Sennett Bathing Beauties de Mack Sennett (sin acreditar)
- Are Waitresses Safe? (1917) sin acreditar
- How to be Happy Though Married (1919)
- The Blue Moon (1920)
- The Kentucky Colonel (1920)
- Once to Every Woman (1920) como Virginia Meredith
- Hearts and Masks (1921)
- Little Eva Ascends (1922)
- The Purple Riders (1922)
- The Leather Pushers (1922)
- The Jungle Goddess (1922), un serial de 15 episodios
- Don Quickshot of the Rio Grande (1923), papel protagónico
- Blinky (1923) como Priscilla Islip
- Single Handed (1923) como Ruth Randolph
- The Red Warning (1923) como Louise Ainslee